# Milano (tỉnh)
Tỉnh Milano (tiếng Ý: Provincia di Milano; tiếng Tây Lombard: Provincia de Milan/Pruìncia de Milàn) là một tỉnh cũ ở vùng Lombardia của Ý. Thủ phủ của vùng là thành phố Milano.
Tỉnh này có diện tích 1.984 km², tổng dân số là 3.893,959. Có 189 đô thị ở tỉnh này.
Tỉnh mới Monza e Brianza đã được lập từ một phần của tỉnh này và có hiệu lực từ năm 2009. Tỉnh Milano bị thay thế bằng Thành phố trung tâm Milano từ năm 2015

## Các đô thị chính xếp theo dân số
- Milano: 1.308.735
- Monza: 121.961
- Sesto San Giovanni: 83.556
- Cinisello Balsamo: 73.770
- Legnano: 56.622
- Rho: 50.623
- Paderno Dugnano: 46.787
- Cologno Monzese: 43.753
- Seregno: 40.644
- Rozzano: 38.598
- Lissone: 38.088
- Desio: 37.742
- Bollate: 37.489
- Cesano Maderno: 34.923
- San Giuliano Milanese: 34.243
- Pioltello: 33.965
- Corsico: 33.426
- Segrate: 33.381
- Brugherio: 32.839
- Limbiate: 32.680
- San Donato Milanese: 32.668
- Abbiategrasso: 29.830
- Cernusco sul Naviglio: 29.015
- Garbagnate Milanese: 27.114
- Bresso: 26.853
- Buccinasco: 26.675
- Vimercate: 25.869
- Parabiago: 24.825
- Lainate: 24.240
- Cesano Boscone: 23.634
- Magenta: 23.354
- Giussano: 22.814
- Nova Milanese: 22.652
- Muggiò: 22.365
- Meda: 22.232
- Peschiera Borromeo: 21.354
- Cornaredo: 20.395
- Senago: 20.351
- Seveso: 20.152
- Novate Milanese: 20.063
- Arese: 19.340
- Cusano Milanino: 19.335
- Trezzano sul Naviglio: 18.837
- Cormano: 18.523
- Giussano: 18.453
- Melzo: 18.451
- Settimo Milanese: 18.326
- Cassano d'Adda: 17.661
- Nerviano: 17.451
- Carate Brianza: 17.414
- Arcore: 16.984
- Carugate: 16.639
- Melegnano: 16.389
- Bareggio: 16.306
- Pieve Emanuele: 15.566
- Bovisio-Masciago: 15.334
- Corbetta: 15.087
- Lentate sul Seveso: 14.774
- Besana in Brianza: 14.714
- Concorezzo: 14.593
- Agrate Brianza: 14.270
- Vimodrone: 14.012
- Rescaldina: 13.414
- Solaro: 13.410
- Cerro Maggiore: 14.227
- Villasanta: 13.313
- Opera: 13.217
- Cesate: 13.077
- Busto Garolfo: 12.864
- Varedo: 12.544
- Cassina de' Pecchi: 12.437
- Canegrate: 12.160
- Trezzo sull'Adda: 12.132
- Mediglia: 11.650
- Biassono: 11.324
- Baranzate: 11.144
- Sedriano: 10.848
- Arluno: 10.588
- Castano Primo: 10.503
- Paullo: 10.420
- Pero: 10.282